# Departamento de Berón de Astrada
Departamento de Berón de Astrada är en kommun i Argentina.   Den ligger i provinsen Corrientes, i den nordöstra delen av landet, 800 km norr om huvudstaden Buenos Aires.
Trakten runt Departamento de Berón de Astrada består i huvudsak av gräsmarker. Runt Departamento de Berón de Astrada är det mycket glesbefolkat, med 3 invånare per kvadratkilometer.